# Maria Jesús Uriz Lespe
Maria Jesús (Iosune) Uriz Lespe (Estella, Navarra, 25 de desembre de 1949) és una pionera en la taxonomia, biologia i genètica de poblacions d'esponges marines, abastament reconeguda a nivell internacional. Durant els últims anys ha centrat la seva recerca en aspectes evolutius i funcionals de les relacions simbiòtiques entre esponges i microorganismes, interactuant amb la reconeguda especialista dels Estats Units Lynn Margulis. La seva línia d'investigació en activitats biològiques de metabòlits secundaris d'esponges portà a una col·laboració continuada amb empreses farmacèutiques que han permès el desenvolupament de fàrmacs antitumorals.

## Biografia
Va estudiar a la Universitat de Navarra graduant-se l'any 1972. Posteriorment, el 1978, es Doctorà cum laude en Biologia per la Universitat de Barcelona. Gràcies a una beca postdoctoral del Ministeri d'Educació i Ciència arribà a l'Institut d'Investigacions Pesqueres de Blanes l'any 1973. Posteriorment, l'any 1985, s'incorporà a la plantilla del Centre d'Estudis Avançats de Blanes del Consejo Superior de Investigaciones Científicas d'Espanya. Va ser vice-directora d'aquest centre del 1987 al 1994, i directora del 1994 al 1998. Ha estat membre del Consell de Direcció del Laboratori Europeu Associat LEA Sciences de la Mer entre 1995 i 1997, i membre de la Comissio de l'Àrea de recursos Naturals del CSIC entre 2005 i 2007. Actualment segueix vinculada al Centre d' Estudis Avançats de Blanes, com a Professora d'Investigació Ad Honorem.
Va ser una de les primeres investigadores que utilitzà l'escafandre autònom a Espanya. Ha desenvolupat la seva investigació a la Mediterrània i a l'Antàrtida, principalment, on ha descrit més de 30 noves espècies d'esponges.

## Recerca
Ha dirigit més de 15 tesis doctorals i és autora de més de 150 articles publicats en revistes de reconegut prestigi. Ha dirigit més de 30 projectes nacionals i internacionals. És editora de les revistes Scientia Marina (2004-present) i Scientific Reports (2017-present). A més és avaluadora de projectes científics dels següents organismes: CYCIT, CIRIT, BBVA, Smithsonian Institution de Washington, National Science Foundation d'USA i de la Unió Europea.
Membre de la Comissió Acadèmica del Programa de Doctorat de Biodiversitat i del Programa de Doctorat de Ciències del Mar de la Universitat de Barcelona i membre de la Comissió d'Avaluació de Col·laboradors i professors Lectors de la Universitat de Barcelona i Girona (AQU).

## Premis i distincions
L'any 2005 va obtenir el Premi Narcís Monturiol al Mèrit Científic i Tècnic per la seva trajectòria científica, atorgat per la Generalitat de Catalunya.

## Publicacions destacades
- M Maldonado, MC Carmona, MJ Uriz, A Cruzado (1999). Decline in Mesozoic reef-building sponges explained by silicon limitation. Nature 401 (6755), 785-788.
- MJ Uriz, X Turon, MA Becerro, G Agell (2003). Siliceous spicules and skeleton frameworks in sponges: origin, diversity, ultrastructural patterns, and biological functions. Microscopy research and technique 62 (4), 279-299
- MA Becerro, NI Lopez, X Turon, MJ Uriz (1994). Antimicrobial activity and surface bacterial film in marine sponges. Journal of Experimental Marine Biology and Ecology 179 (2), 195-205
- A Blanquer, MJ Uriz (2011). “Living together apart”: the hidden genetic diversity of sponge populations. Molecular Biology and Evolution 28 (9), 2435-2438
- E Cebrian, MJ Uriz, J Garrabou, E Ballesteros (2011). Sponge mass mortalities in a warming Mediterranean Sea: are cyanobacteria-harboring species worse off?. PLoS One 6 (6)
- MJ Uriz (2006). Mineral skeletogenesis in sponges. Canadian Journal of Zoology 84 (2), 322-356
- MA Becerro, RW Thacker, X Turon, MJ Uriz, VJ Paul (2003). Biogeography of sponge chemical ecology: comparisons of tropical and temperate defenses.Oecologia 135 (1), 91-101.
- M Maldonado, MJ Uriz (1999). Sexual propagation by sponge fragments. Nature 398 (6727), 476-476.
- Garate, L. et al. (2017). Endosymbiotic calcifying bacteria across sponge species and oceans. Sci. Rep. 7, 43674;
- M Turon, MJ Uriz, D Martin (2019). Multipartner Symbiosis across Biological Domains: Looking at the Eukaryotic Associations from a Microbial Perspective MSystems 4 (4), e00148-19